# Incident OVNI de Roswell
L'Incident Ovni de Roswell té a veure amb la recuperació d'un objecte que es va estavellar a prop de Roswell, Nou Mèxic, al juny o juliol del 1947, i que es tractava, suposadament, d'una nau espacial extraterrestre amb ocupants alienígenes. D'ençà de les darreries de la dècada dels setanta, l'incident ha estat objecte d'una intensa controvèrsia i de teories conspiratòries sobre la veritable naturalesa de l'objecte que es va estavellar. L'exèrcit dels Estats Units sosté que el que es va recuperar van ser, en realitat, les restes d'un globus sonda d'altitud experimental pertanyent a un programa secret anomenat "Mogul"; no obstant això, molts defensors de la hipòtesi extraterrestre mantenen que el que es va estavellar era realment una nau extraterrestre, que els ocupants van ser capturats i que els militars encobreixen els fets. L'incident ha esdevingut un fenomen de la cultura pop i ha convertit el nom de Roswell en sinònim d'ovnis. Es considera el més popularitzat i controvertit de tots els presumptes incidents ovni.

## La història
El 8 de juliol del 1947, l'oficina Walter Haut d'informació pública de la Roswell Army Air Field (RAAF), a Roswell, Nou Mèxic, va emetre un comunicat de premsa on s'indicava que el personal de camp del Grup de Bombarders 509 havia recuperat un "disc volador" que es va estavellar en un ranxo prop de Roswell, la qual cosa va generar gran interès mediàtic. L'endemà, la premsa va informar que el Comandant General de la 8a Força Aèria havia declarat que, en realitat, el que havia recuperat el personal de la RAAF era un globus meterològic i no pas un "disc volador". En una conferència de premsa convocada posteriorment es van mostrar les suposades restes de l'objecte que es va estavellar, la qual cosa semblava confirmar la descripció del globus meteorològic.
L'incident va ser oblidat molt aviat i gairebé ignorat del tot, àdhuc pels investigadors d'ovnis, durant més de 30 anys. Posteriorment, el 1978, el físic i ufòleg Stanton T. Friedman va entrevistar el comandant Jesse Marcel, que havia estat involucrat en la recuperació inicial de les restes el 1947. Marcel va expressar la seva convicció que els militars havien ocultat la recuperació d'una nau extraterrestre. La seva història es va propagar a través dels cercles ufològics i va aparèixer en alguns documentals sobre ovnis de l'època. [2] Al febrer del 1980, The National Enquirer va realitzar una entrevista pròpia amb Marcel que va atreure l'atenció nacional i mundial sobre l'incident de Roswell [2].
Testimonis addicionals van afegir nous i importants detalls, com ara l'anunci d'una gran operació militar encarregada de la recuperació de naus extraterrestres i dels seus tripulants i fins a onze llocs distints on s'hauria produït la col·lisió, així com denúncies d'intimidació als testimonis. El 1989, l'exempresari de pompes fúnebres Glenn Dennis va plantejar un compte personal detallat, en el qual va afirmar que les autòpsies estranger es van dur a terme a la base de Roswell [5].
En resposta a aquests informes, i després de les investigacions del Congrés, l'Oficina de Comptabilitat General va iniciar una investigació i va ordenar al Secretari de la Força Aèria que portés a terme una investigació interna. El resultat es resumeix en dos informes. El primer, publicat el 1995, va arribar a la conclusió que el material recuperat sobre el qual es va informar el 1947 eren, probablement, les restes d'un programa secret del govern anomenat Projecte Mogul, el qual incloïa globus sonda de gran altitud destinats a detectar ones sonores generades per proves nuclears soviètiques i míssils balístics. [6] El segon informe, publicat el 1997, va arribar a la conclusió que els informes sobre la recuperació de cossos d'extraterrestres es devien, potser, a una combinació de records, transformats de manera innocent, d'accidentes aeris amb personal militar mort o ferit, de records, transformats de manera innocent, de la recuperació de maniquís antropomòrfics usats en programes militars com el Projecte High Dive, portat a terme en la dècada dels cinquanta, i dels enganys perpetrats per diversos testimonis i defensors dels ovnis. Els efectes psicològics del pas del temps i la confusió sobre quan van ocórrer els fets van servir per explicar la discrepància sobre els anys en qüestió. Aquests informes van ser rebutjats pels defensors de la hipòtesi extraterrestre, tot considerant que eren desinformació o senzillament inversemblants. No obstant això, molts investigadors d'alt nivell del fenomen ovni han descartat la possibilitat que l'incident tingués res a veure amb els extraterrestres.

## L'interès renovat

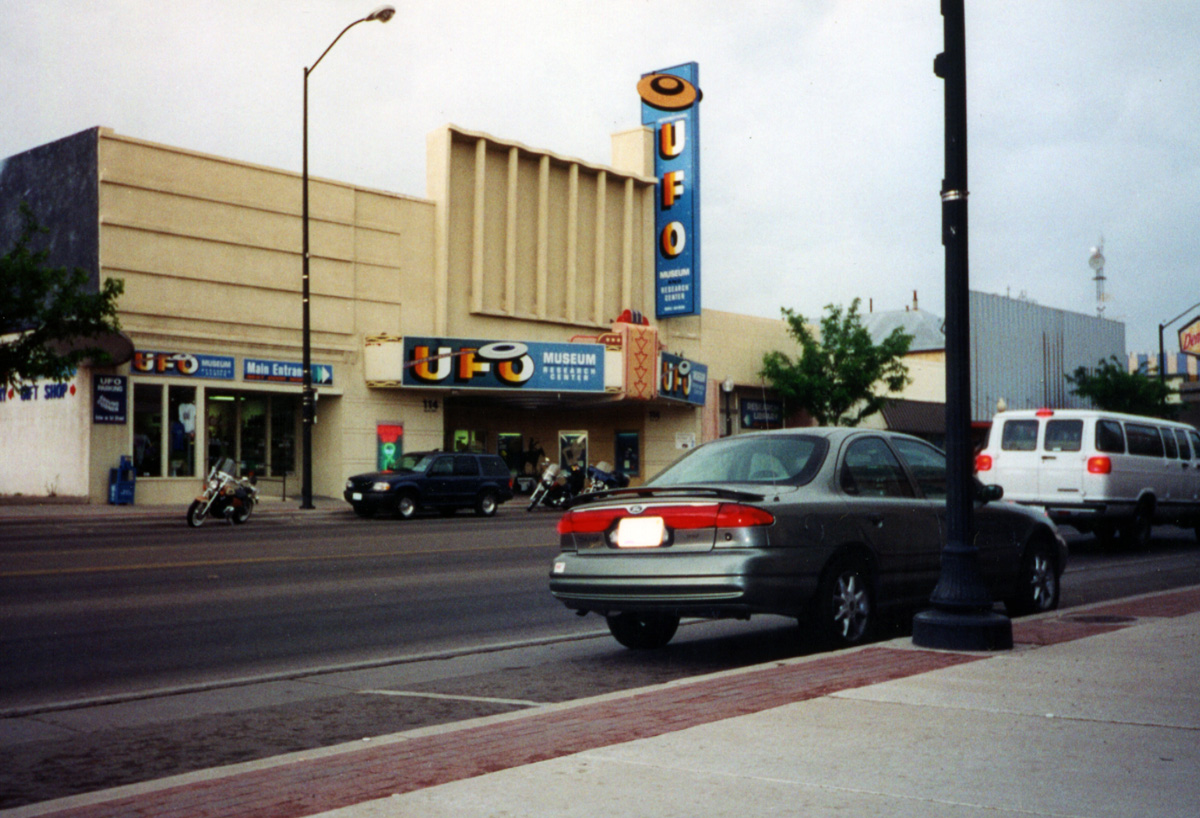
Museu de l'OVNI de Roswell (2001).

Fins al 1978, l'incident de Roswell va rebre poca atenció, fins que els investigadors Stanton T. Friedman i William L. Moore van comparar els resultats d'una sèrie d'entrevistes que cada un havia portat a terme per separat.
L'astronauta de l'Apollo 14, el doctor Edgar Mitchell, encara que no va ser testimoni directe, també ha afirmat nombroses vegades que Roswell va ser un autèntic incident relacionat amb extraterrestres, basant-se en els seus contactes d'alt nivell dins del govern. "Jo he vist els expedients secrets OVNI, i no hi ha cap dubte que va haver-hi contacte amb extraterrestres."(Clarín Cinco clásicos de la intriga organizada Arxivat 2008-12-05 a Wayback Machine..) Aquest astronauta opina també que hi ha una organització governamental paral·lela i independent del govern que realitza experiments amb tecnologia extraterrestre i per això no es poden treure a la llum tots aquests incidents.
Ara per ara, l'exastronauta no ha facilitat cap prova que corrobori les seves afirmacions.
Per a molts ufòlegs, el cas Roswell és considerat un dels esdeveniments ufològics més importants i l'inici dels encobriments, mentre que per als escèptics és només el cas més popular. La posició oficial del govern dels Estats Units, des del 2005, és que res de naturalesa paranormal o extraterrestre havia tingut lloc. L'informe definitiu de la Força Aèria quant al cas Roswell està disponible, així com la resposta a aquest informe per part d'ufòlegs, que insisteixen en que l'informe és fals.

## 2011: els documents del FBI i el testimoni d'un agent
L'11 d'abril del 2011, el FBI va desclassificar una sèrie de documents. En un d'ells (UFO16.pdf, pàg. 40 i ss.), l'agent Paul Ryan del FBI va deixar constància que un agent que residia a Roswell li va comentar que havien esclatat un o uns quants "platerets voladors" ("Flying saucers" en l'original) i s'havien disseminat per una extensa àrea a Roswell, Nou Mèxic. El doctor Lincoln La Paz (meteoròleg) va arribar a aquesta àrea per investigar aquest inusual fenomen aeri. Això és el que diu el document 'Ufo16.pdf', pàg. 40 i ss.

En el document se citen uns altres incidents esdevinguts a Tennessee (pàg. 48), en els quals es van veure i localitzar per ràdar tres objectes, en una ocasió, i altres en múltiples ocasions i en diferents anys, sense cap relació amb l'Incident Roswell, però significatius en si mateixos com a evidències:
- Juny de 1947: El senyor W. R. Pressley va fotografiar un objecte volador sobre Oak Ridge. El carrer del fons de la fotografia va ser identificat com l'avinguda Illinois, a Oak Ridge, Tennessee.
- 20 de juny del 1949: A les 19 h, el senyor K. H. Anderson i la seva esposa i el senyor John A. White van veure tres objectes sobre Oak Ridge, Tennessee, similars al subjecte.
- Francis J. Miller, contacte visual. 1,2,3,4,5,6 març de 1950, Mr. Stuart Adcock informa d'un peculiar senyal en les seves pantalles de radar, aproximadament al mateix temps, i similars al subjecte (investigat).[1] El document anomenat Hottel_guy_part02 és la informació de la primera teoria del suposat globus sonda hexagonal.[2]

Tanmateix, el document Hottel_guy_part01.pdf diu: "Un investigador de les forces aèries constata que tres així anomenats 'platerets voladors' ('so-called flying saucers', a l'original) han estat recuperats a Nou Mèxic. Són descrits com circulars, amb una part ixent en el centre, d'aproximadament 50 peus de diàmetre. Cadascun estava ocupat per tres cossos de forma humana, però de només tres peus d'alçària, vestits amb tela metàl·lica de textura molt fina. Cada cos estava subjectat d'una manera similar als sistemes d'ejecció usats per voladors ràpids i pilots.
Segons el senyor xxxxxxx, l'informador, els platerets es van trobar a Nou Mèxic a causa del fet que el govern té un radar molt poderós a l'àrea i, segons es creu, això va interferir amb els controls dels platerets.
No s'ha intentat una nova avaluació pel que fa al fet. 162-83894-209, 28 de març de 1950"